# Мерфулешть
Мерфулешть, Мерфулешті (рум. Merfulești) — село у повіті Горж в Румунії. Входить до складу комуни Денешть.
Село розташоване на відстані 223 км на захід від Бухареста, 11 км на південний схід від Тиргу-Жіу, 77 км на північний захід від Крайови.

## Населення
За даними перепису населення 2002 року у селі проживали 250 осіб, усі — румуни. Усі жителі села рідною мовою назвали румунську.